# Курган (охоронний № 7812)
Курган (охоронний № 7812) розташований по вул. Далекосхідній, на кладовищі Тернівського району м. Кривий Ріг.

## Передісторія
Курган було виявлено у 2000 році археологом О. О. Мельником.

## Пам'ятка
Поверхня насипу напівсферична, сплощена, бугриста, заросла деревами і кущами; відкриті ділянки задерновані. Висота кургану 3,2 м, середній діаметр 40 м. Північно-східна пола підрізана на 4 м ровом шириною до 2-х м, глибиною до 1,5 м. Південно-західний сектор використовувався під городи. Через східний схил проходить польова дорога.
Охоронний знак відсутній.
У липні-вересні 2017 року Криворізька археологічна експедиція Інституту археології НАН України здійснила охоронні розкопки кургану 7812. Виявлено й досліджено 15 поховань, серед яких одне — енеолітичне (кінець IV — початок III тис. до н. е.), п'ять — ямної культури (ІІІ тис. до н. е.), три — інгулецької катакомбної культури (ХХІІІ — ХХ ст. до н. е.), три — дніпро-прутської бабинської культури (XVII—XV ст. до н. е.), два — бережнівсько-маївської зрубної культури (XIV—XII ст. до н. е.), одне невизначене.
Першою архітектурною спорудою цього кургану був кромлех (кам'яне коло діаметром 6,8 м, викладене з більш ніж 130 каменів місцевих порід) в центрі насипу на рівні давнього горизонту. В середині кромлеху був кенотаф (поховання без тіла) розмірами 0,8х0,6х0,6 м, в середині якого здійснена посипка вохрою яскраво-червоного кольору у формі овалу (так звана «Стопа Вішну»).
Унікальні артефакти виявлено в катакомбних похованнях: ліпна глиняна орнаментована чаша, два кам'яні ритуальні предмети у вигляді зрізаних конусів (так звані «вівтарики»), кам'яна полірована сокирка з борозенками на бічних сторонах.
В похованнях епохи пізньої бронзи знайдено кістяну пряжку овальної форми і три ліпних глечика.